# Странёвски, Мартин
Мартин Странёвски (словац. Martin Straňovský; род. 12 сентября 1985, Нове-Замки) — словацкий гандболист, выступает за клуб «Кошице» и за сборную Словакии.

## Карьера

#### Клубная
Мартин Странёвски воспитанник клуба Штарт. В 2001 году он подписал профессиональный контракт с клубом Штарт. В 2005 году Мартин Странёвски перешёл в испанский клуб Адемар Леон. В сезоне 2008-09 Мартин Странёвски стал по итогам сезона четвёртым бомбардиром чемпионата Испании с 170 голами. В сезоне 2010-11 Мартин Странёвски стал по итогам сезона вторым бомбардиром чемпионата Испании с 161 голами. В 2012 году Мартин Странёвски перешёл в Барселону.  В Барселоне Мартин Странёвски стал вместе с клубом двукратным чемпионом Испании. В 2014 году Мартин Странёвски перешёл в немецкий клуб Эрланген, который выступает во второй бундеслиги. По итогам сезона 2015/16 Эрланген получил право играть в бундеслиге. В 2018 году Странёвски заключил контракт с клубом Татран

#### Международная
Мартин Странёвски провёл за сборную Словакии 129 матчей и забросил 489 гола. Участник чемпионата Мира 2011 и чемпионата Европы 2012.

## Награды
- Победитель чемпионата Испании: 2013, 2014
- Обладатель кубка Испании: 2009, 2012
- Обладатель суперкубка Испании: 2012, 2013
- Лучший гандболист Словакии: 2006, 2021

## Статистика
Статистика Мартина Странёвски в сезоне 2018/19 указана на 11.6.2019
| Сезон          | Клуб          | Лига         | Матчи | Голы | 7-метр | Голы |
| -------------- | ------------- | ------------ | ----- | ---- | ------ | ---- |
| 2014/15        | Эрланген      | Бундеслига   | 36    | 130  | 13     | 117  |
| 2015/16        | Эрланген      | 2 Бундеслига | 39    | 175  | 71     | 104  |
| 2016/17        | Эрланген      | Бундеслига   | 33    | 131  | 57     | 74   |
| 2017/18        | Эрланген      | Бундеслига   | 30    | 70   | 29     | 41   |
| 2018/19        | Татран Прешов | Экстралига   | 10    | 40   | 1      | 39   |
| 2014 — по н.в. | Итого         | Бундеслига   | 99    | 331  | 99     | 232  |